# Силезские диалекты польского языка

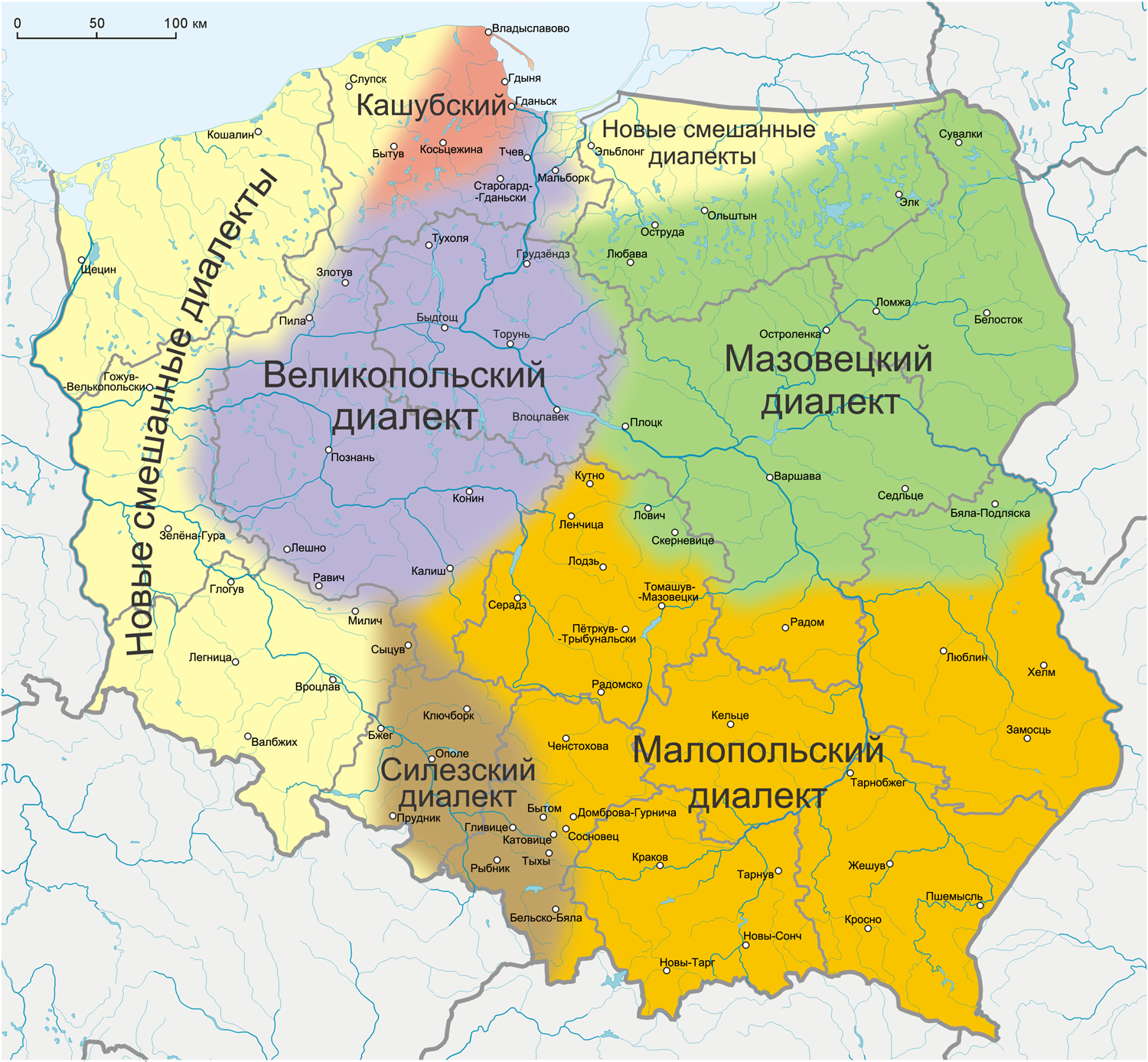
Силезский диалект на карте диалектов польского языка, составленной на основе карты С. Урбанчика с изменениями и дополнениями

Силе́зский диале́кт по́льского языка́ (также силезские диалекты, силезский язык, силезское наречие, силезский этнолект, силезская группа говоров; пол. dialekt śląski, dialekty śląskie, język śląski, narzecze śląskie, etnolekt śląski, zespół gwar śląskich, нем. Schlesische Sprache, чеш. slezština; самоназвание: ślōnskŏ gŏdka, ślůnsko godka) — диалект силезцев, относящийся к лехитской подгруппе западнославянских языков индоевропейской языковой семьи. В Польше официально считается диалектом польского языка или переходным диалектом между польским и чешским языками.
Некоторые исследователи и носители выделяют силезский диалект в отдельный язык (см. проблема «язык или диалект»).
По данным 2011 года, в Польше 509 000 человек назвали силезский диалект «родным языком».

## Статус и социолингвистические сведения
В польской научной литературе доминирует мнение, что силезский — это один из диалектов польского языка. Этого мнения придерживались такие известные польские диалектологи, как К. Нич, К. Дейна, С. Урбанчик и многие другие. Причём силезский среди всех польских диалектов, связанных происхождением с древнепольскими племенными диалектами, наименее своеобразен. В отличие от великопольского, малопольского и мазовецкого диалектов силезский не имеет специфических, только ему присущих языковых черт. Он характеризуется наличием или отсутствием языковых явлений соседних диалектов: например, широкое произношение континуанта древнепольского носового гласного переднего ряда связывает силезский с малопольским ареалом, а отсутствие перехода конечного x > k — связывает с великопольским ареалом. Один из современных исследователей польского языка Я. Мёдек назвал силезский самым архаичным и самым «польским» из всех польских диалектов.
Термин «силезский диалект» употребляет также официальная силезская организация по культуре и самоуправлению — Силезский центр культурного наследия.
Силезский как отдельный славянский язык характеризовали некоторые слависты. Герд Хентшель приводит в своих работах силезский как один из западнославянских языков, им также написана научная статья «Силезский — новый (или не новый) славянский язык?» Кроме того, немецкий славист Рейнгольд Олеш, родившийся в Верхней Силезии, называл силезский своим родным языком.
Во всеобщей переписи населения в Польше в 2002 году свыше 56 тысяч человек назвало силезский в качестве домашнего языка. На следующей переписи в 2011 году назвали силезский языком домашнего общения 509 тысяч человек. Силезский язык зарегистрирован в Международной языковой организации, где ему присвоен код.
В сентябре 2007 года был в первый раз организован Общепольский диктант силезского языка. Он имел характер общенационального диктанта и принять в нём участие мог любой желающий независимо от места жительства. Организаторами диктанта было выявлено 10 разных способов записи.
6 сентября 2007 года 23 депутата Сейма Республики Польша огласили проект придания силезскому языку статуса регионального языка.
Силезский язык зарегистрирован в Международной организации по стандартизации. Летом 2007 года Библиотека Конгресса США внесла силезский язык в реестр языков мира.
В Польше развитием и пропагандой силезского диалекта в качестве отдельного языка (введение единой наддиалектной орфографии, составление самоучителей, словарей, издание литературы) занимается общество Pro Loquela Silesiana. Статус отдельного языка поддерживают силезские автономисты: Движение за автономию Силезии и Общество лиц силезской национальности. Регулярные публикации на силезском этнолекте выходят, в частности, в газете Ślůnski Cajtung.
По сведениям одного из известных сторонников Движения за автономию Силезии Р. Адамуса, в настоящее время силезский диалект используется преимущественно в бытовом общении — дома, в школе или на работе. Причём с каждым годом родную речь в Силезии можно услышать всё реже и реже. Польский литературный язык, доминирующий во всех сферах современной общественной жизни, постепенно вытесняет местный диалект из употребления. Причиной слабых позиций силезского Р. Адамус называет помимо прочего также языковую политику прошлого. С 1960-х и до 1980-х годов силезскому обществу навязывалось мнение, что говорить на диалекте могут только люди с низким уровнем культуры, с плохим воспитанием и образованием, из-за чего родители старались разговаривать с детьми на литературном польском языке и сами пытались избавиться в своей речи от диалекта. В этот период были даже известны случаи наказания детей за то, что они говорили по-силезски. В 1980-х годах отношение к диалекту несколько смягчилось, тем не менее, до начала 1990-х силезский продолжал ассоциироваться с речью низших слоёв общества. В настоящее время силезский диалект стал маркёром силезской этнической идентичности, символом возвращения к народным «корням» и важнейшим атрибутом движения за автономию Силезии. На силезском теперь говорят представители интеллигенции, диалект пытаются ввести в публичную сферу, сделать его не только разговорным «языком» общественных мероприятий, но и письменным «языком» СМИ, местной администрации и «языком» литературы. Между тем языковая ситуация за последние полвека претерпела значительные изменения — уровень знания диалекта у среднего поколения в сравнении с уровнем знания у старшего поколения заметно снизился, а молодёжь по-силезски практически уже не говорит. Представителям молодого поколения, заявляющим о своей силезской идентичности, зачастую приходится учить силезский диалект по учебникам.
Отличием силезского диалекта от прочих польских диалектов является сравнительно сильная степень его сохранности, более высокий престиж (сложившийся в последние десятилетия), а также наличие у говорящих на диалекте развитого чувства обособленности от остальных поляков, что во многом связано с историей силезского региона (Силезия входила в состав разных государственных образований, но не была связана ни с одним из них надолго). В противостоянии германизации, продолжавшейся на протяжении нескольких столетий, силезцы старались сохранять свою культуру, традиции и прежде всего свой язык. Силезский диалект символизировал связь силезцев с остальным польским народом, он был не только языком домашнего повседневного общения в Верхней Силезии, но и частично использовался в административных, торговых и других общественных учреждениях, спорадически на силезском создавалась художественная литература.
Демократические преобразования в Польше и Чехии, начавшиеся в конце 1980-х годов, дали возможность представителям общественности Силезии публично высказывать любые мнения вплоть до открытых призывов к сепаратизму. В этих условиях стала активно возрождаться идея этнической обособленности силезцев. Мощный всплеск силезского регионализма вызвал закономерный интерес к родному диалекту. Стали звучать требования признать его самостоятельным языком, что отразилось, например, в переписях, проводимых в Польше и Чехии, в которых сотни тысяч жителей Силезии назвали родным языком силезский (в обыденном понимании каждый этнос определяется в том числе и по наличию самостоятельного языка, а не диалекта языка другого этноса). Стремление добиться признания силезского региональным языком (по типу кашубского) сопряжено в настоящее время с необходимостью расширения сферы его использования, что в свою очередь вызывает необходимость выработки единых языковых норм. Задачу культивирования силезского языка, разработки его системы письма, грамматики, словарей поставили перед собой как общественные силезские организации, так и отдельные активисты или группы. Заметно облегчили выполнение этой задачи современная доступность типографских средств (когда любое сообщество может позволить себе издавать небольшим тиражом газету или журнал) и что более важно развитие новых технологий коммуникации — объединение в разного рода сообщества лиц, придерживающихся идеи автономии Верхней Силезии и стремящихся к возрождению силезской этнической идентичности, произошло во многом благодаря Интернету. Символичным является тот факт, что первый проект силезской орфографии был создан гражданином США Тедом Ечаликом (в 1994 году).
Одной из первоочередных задач для носителей силезского языка стало создание собственной системы письма. В обиход была введена орфография Ф. Штойера, созданная в 1930-х годах, предложены новые проекты письменности на базе польской и чешской графики, а также проекты орфографий, никак не связанных ни с польской, ни с чешской системами письма. Лица и сообщества, далёкие от политики и идеологии или рассматривающие силезский как диалект польского, стали использовать для записи польский алфавит. Определённо успешным стал проект графики, созданный при содействии Общества Pro Loquela Silesiana. Он признан ведущими политическими и культурно-просветительскими организациями Верхней Силезии, на нём издаётся оригинальная и переводная литература, его использует большое число интернет-сайтов, включая Facebook, он применяется в переводах видеоигр, титров для фильмов и т. д. Вторым шагом по кодифиации силезского языка должны стать создание прескриптивной грамматики и нормативных словарей. По мнению польского языковеда З. Греня, силезский диалект в полной мере сохранил свои специфические черты и лучше остальных польских диалектов подходит для создания на его основе стандартного литературного языка. Вместе с тем степень его сохранности создаёт проблемы для стандартизации, поскольку говоры сохранились во всём их разнообразии и среди них нельзя выделить ни одного, который был бы шире распространён и более престижен.

## История
Важнейшей причиной обособления силезских говоров от остального польского языкового массива стало разделение Польши и Силезии государственными границами и постоянные языковые контакты носителей силезского диалекта с немецким населением. Изоляция силезцев от остальных поляков продолжалась в течение семи веков.

## Классификация

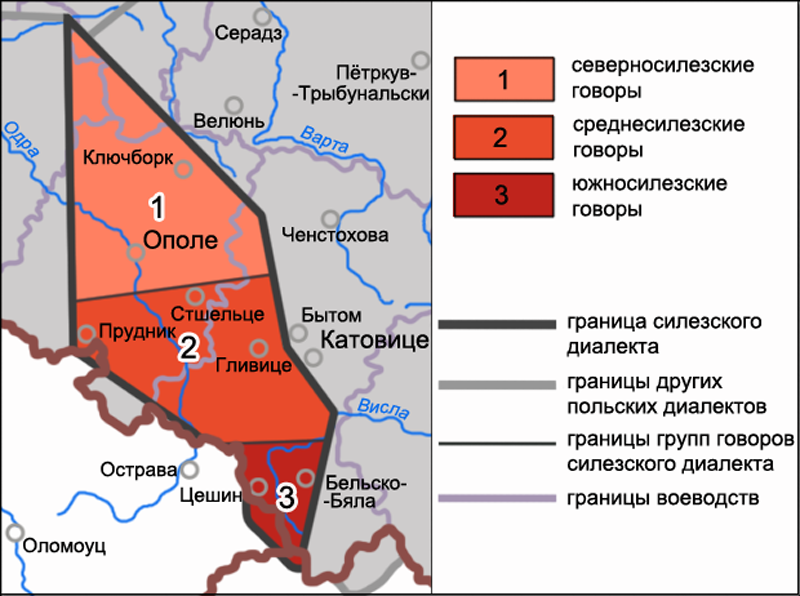
Карта основных силезских диалектных ареалов, составленная на основе работ С. Урбанчика

Известны три варианта классификации силезского диалекта. В разное время они были предложены польскими диалектологами К. Ничем, А. Зарембой и С. Бонком. В построении этих классификаций учитывались описания различительных элементов силезского диалектного ареала, представленные в исследовании немецкого слависта Р. Олеша (1937).
В некоторых аспектах расхождения между тремя классификациями силезского диалекта являются довольно значительными. Причина таких расхождений — особенности силезского диалектного ландшафта и различия в подходах к построению классификаций. Ареал силезского диалекта, размещённый на сравнительно небольшой территории, отличает сложное переплетение изоглосс различных языковых черт. При этом явно выраженных пучков данные изоглоссы чаще всего не образуют. В таких условиях выделение однородных диалектных областей, как правило, бывает затруднено, поскольку между ареалами групп говоров образуются широкие переходные зоны, по которым невозможно провести чёткие границы. Как следствие этого в каждой из трёх рассматриваемых классификаций силезского диалекта ареалы групп говоров имеют различные очертания. В плане методологии различия в классификациях выражаются в применении разных названий для одних и тех же говоров или групп говоров, в выборе для дифференциации говоров разных диалектных явлений в качестве опорных и дополнительных, в одновременном использовании в ряде случаев исторических и современных диалектологических данных, а также в привязке границ некоторых диалектных областей к географическим и административно-территориальным границам (при том, что границы повятов в Силезии не один раз изменялись).

### Классификация К. Нича
Классической классификацией силезского диалекта считается классификация, составленная К. Ничем. В процессе исследований силезского диалектного ландшафта автор несколько раз вносил изменения в свою классификацию. В окончательном виде она представлена во 2-м издании его работы Wybór polskich tekstów gwarowych (1960). К. Нич разделил силезские говоры на три основных ареала:
- Северная Силезия — опольские говоры (говоры крысёков), бжегские говоры и сыцувские говоры;
- Средняя (Центральная) Силезия — прудницкие говоры (глоговские или говоры голёков), козельские говоры (говоры баёков), стшелецкие говоры (говоры кобылёжей) и говоры промышленного региона (по мнению Б. Выдерки[пол.], под ними К. Нич вероятнее всего подразумевал говоры силезско-малопольского пограничья);
- Южная Силезия — яблонкувские говоры, цешинские говоры, рыбницкие говоры, говоры силезско-чешского пограничья и ляшские говоры.

### Классификация А. Зарембы

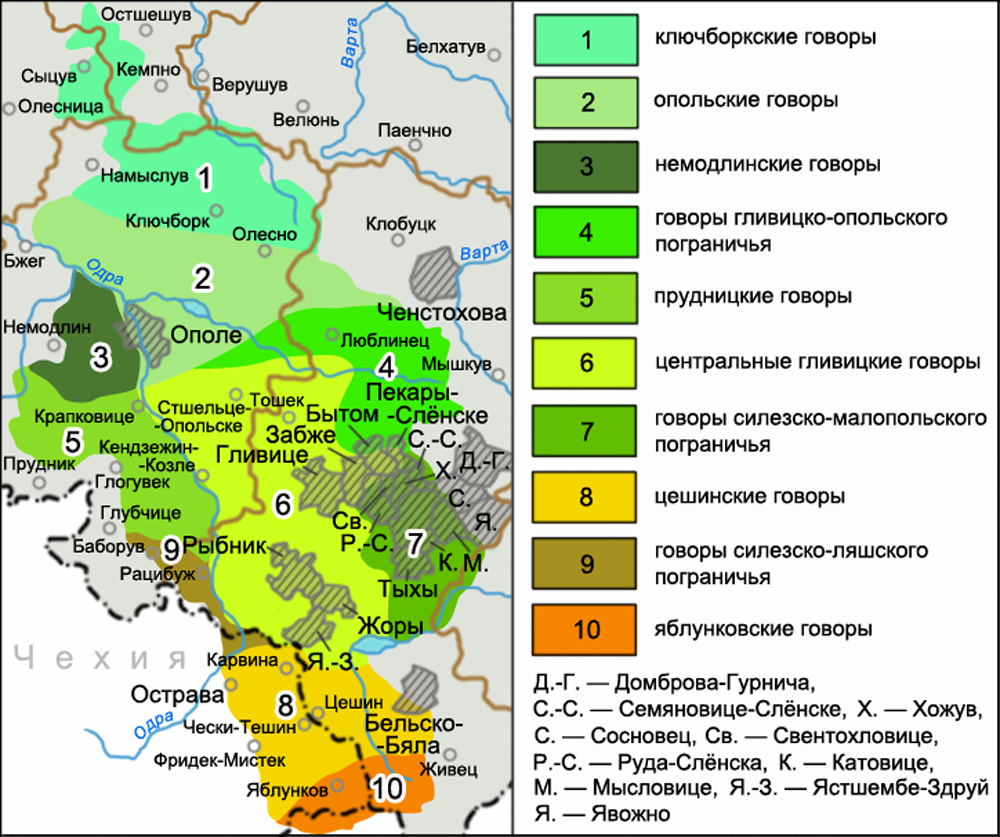
Карта силезских говоров Заремба, Альфред

В классификации А. Зарембы, опубликованной в 1961 году, говоры Верхней Силезии (диалекты — в его терминологии) разделены по наличию или отсутствию мазурения на мазуракающие (северносилезские) и немазуракающие (южносилезские):
- северносилезский диалектный ареал:
  - немодлинские диалекты;
  - опольские диалекты;
  - ключборкские диалекты;
- южносилезский диалектный ареал:
  - прудницкие (глоговские) диалекты;
  - гливицкие диалекты — центральные говоры, говоры силезско-малопольского пограничья, говоры гливицко-опольского пограничья;
  - диалекты польско-чешского пограничья — северные говоры и южные (заользянские) говоры;
  - цешинские диалекты;
  - яблонкувский диалект.

Немазуракающие диалекты распространены к югу от линии Ополе — Люблинец. А. Заремба включил в их состав говоры двух групп из классификации К. Нича — среднесилезской и южносилезской. Согласно классификации А. Зарембы, наибольшие различия между немазуракающими говорами лежат в области фонетики. Фонетические черты дополняются чертами других языковых уровней, прежде всего, лексическими. А. Заремба выбрал в качестве основных дифференцирующих признаков немазуракающих говоров различия в произношении континуантов древнепольских носовых гласных и характер реализации ринезма в середине и на конце слова, а также различия в произношении древнепольской суженной гласной [á]. Дополнительно в классификации используется явление вторичной назализации гласных. Наибольшие диалектные отличия в немазуракающем ареале характеризуют прежде всего цешинские диалекты. Мазуракающие диалекты дифференцируются в основном только по характеру артикуляции континуантов носовых гласных (произношение континуанта древнепольской [á] по всей Северной Силезии дифтонгическое). Кроме этого, северносилезские говоры различаются по произношению континуантов древнепольских чистой [o] и суженной [ó], антиципации по мягкости среднеязычных согласных и по наличию глагольного окончания настоящего времени 2-го лица бывшего двойственного числа -ta в значении множественного числа.
По мнению Б. Выдерки классификация А. Зарембы имеет ряд недостатков. В первую очередь — это отсутствие иерархии различительных диалектных признаков (например, мазурение принимается как основной признак, по которому весь силезский ареал делится на две диалектные группы, и одновременно с этим используется как признак для выделения среди гливицких говоров ареала силезско-малопольского пограничья, являющегося диалектной единицей более низкого уровня). Кроме этого, к недостаткам классификации А. Зарембы относятся обобщение признаков произношения континуантов древнепольских носовых гласных и наличия дифтонгов на месте суженной гласной [á] (в то время как различные варианты этих признаков характеризуют разные диалектные области), одинаковый подход к характеристике крупных диалектов и переходных говоров, а также непоследовательное использование терминов «диалект» и «говор». Положительным моментом классификации А. Зарембы является привязка наименований диалектов к географическим объектам, а не к названиям субэтнических груп (в большинстве случаев области расселения силезских субэтносов и локальных групп не совпадают с диалектными ареалами).

### Классификация С. Бонка

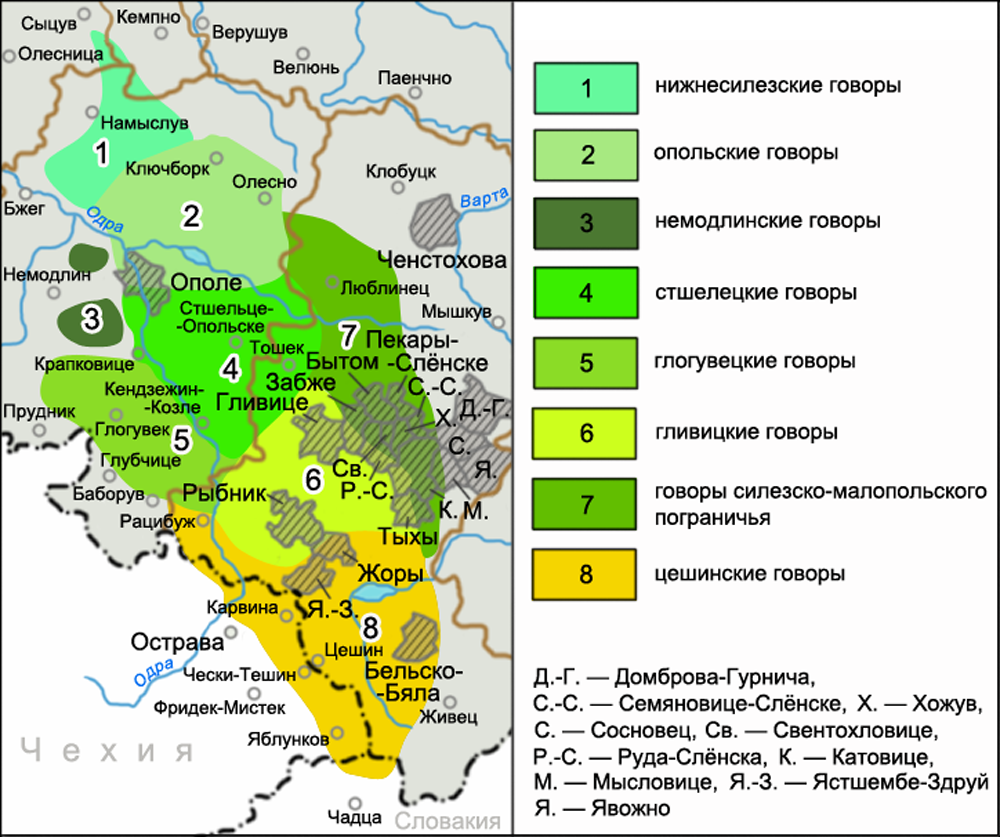
Обобщённая карта силезских говоров по данным исследований Бонк, Станислав (опубликована в статье Выдерка, Богуслав)

Диалектные области в классификации С. Бонка, опубликованной в 1971 году, выделены не по отдельным диалектным чертам, а по комплексам диалектных черт. С. Бонк разделил силезский диалектный ареал на три части, выделив две группы говоров, северную и южную, а также пояс переходных силезско-малопольских говоров:
- северносилезские говоры:
  - средне-северносилезские говоры (дифтонгические):
    - собственно северносилезские говоры (мазуракающие):
      - нижнесилезские говоры;
      - опольские говоры;
      - немодлинские говоры;

    - среднесилезские говоры (немазуракающие):
      - стшелецкие говоры;
      - глогувецкие говоры — говоры голёков, козельские говоры;

  - гливицкие говоры (монофтонгические);
- говоры силезско-малопольского пограничья:
  - северные говоры;
  - средне-южные (центрально-южные) говоры;
- южносилезские говоры:
  - цешинские говоры:
    - восточноцешинские говоры;
    - западноцешинские говоры:
      - яблонкувские говоры;
      - ляшские говоры;
      - говоры силезско-чешского пограничья;

  - чадецкие говоры.

Основные группы говоров С. Бонк выделил по трём пучкам изофон. Одна из них, проходящая с севера на юг по восточной части силезского ареала, выделила говоры силезско-малопольского пограничья. В состав этого пучка входят изофоны мазурения, лабиализации гласной [o], малопольского перехода -х > -k в конце слова (na nogak «на ногах»), понижения артикуляции гласных [i] и [y] во флексиях глагольных форм прошедшего времени, а также отсутствие силезской формы jegła «игла». Данная территория, на которой сочетаются силезские и малопольские диалектные явления, представляет собой пояс переходных говоров. Другой пучок изофон пересекает силезский ареал с запада на восток примерно от города Водзислав-Слёнски до города Пщина. Данный пучок является достаточно широким. Он отделяет южносилезские говоры от северносилезских и переходных малопольско-силезских. Основной в пучке является изофона узкого произношения носовой гласной переднего ряда на конце слова как -em / -ym / -e в отличие от северносилезского -ą / -am / -a. Эта изофона во многом повторяет северную границу Цешинской Силезии. Помимо неё в пучок, выделяющий южносилезский ареал, входят изофоны произношения ů на месте u в сочетании -łů- между согласными (dłůǵi «долгий», tłůsty «жирный») и отсутствие выпадения сонорного [ł] в сочетаниях его с гласными в позиции между согласными типа chop «крестьянин», tusty «жирный». Южносилезские говоры разделены на цешинские (в пограничных областях Польши и Чехии) и чадецкие (в Словакии). Третий пучок изофон проходит с юго-запада на северо-восток по Центральной Силезии, разделяя северносилезский ареал на так называемые дифтонгические и монофтонгические говоры. Основными изофонами этого пучка являются дифтонгическое произношение континуанта древнепольской суженной гласной á и широкое произношение носовой гласной переднего ряда ę > ą в середине слова. Данные изофоны на одной части их участков совпадают друг с другом, на другой — отклоняются, образуя области переходных говоров. Дополняют пучок изофоны вторичной назализации конечных сочетаний гласной и носовой согласной, произношения -ů̦ на конце слова как -ům, замены eł > oł / å и антиципации мягкости среднеязычных согласных. Монофтонгические говоры образуют относительно однородный диалектный ареал, более известный как гливицкие говоры. Дифтонгические, или средне-северносилезские, говоры делятся на несколько групп по наличию/отсутствию мазурения, а также по особенностям реализации дифтонгов и носовых гласных.

### Техасский субдиалект

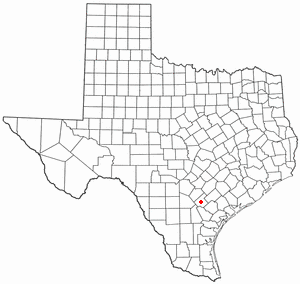
Место, где используется техасский диалект силезского языка.

Техасский диалект силезского языка (англ. Texas Silesian, силезский — teksasko gwara) используется с 1852 года по сегодняшний день силезцами, живущими в Техасе. Это вариант силезского языка и частично опольского диалекта. В лексике этого языка присутствуют слова, неизвестные в польской Силезии. В техасском силезском гораздо меньшее количество германизмов, так как он начал формироваться эмигрантами до Kulturkampf, оказавшего влияние на польский силезский. Силезский не заменился английским по причине того, что силезское сообщество в Техасе очень изолировано. Тем не менее в него вошли некоторые английские заимствования.
Одной из характерных фонетических особенностей техасского силезского является мазурение, которое заключается в том, что cz, sz, ż читаются [t͡s, s, z], которые в стандартном силезском читаются [t͡ʂ, ʂ, ʐ]. В Техасе есть деревня, имеющее техасско-силезское название — Cestohowa. Название произведено от польского Częstochowa, но с учётом местной диалектной особенности cz заменена на с.
Типичные слова, отличающие техасский диалект:
| Техасский силезский | Силезский              | Русский           |
| ------------------- | ---------------------- | ----------------- |
| turbacyjo           | ńyprzileżytość         | проблема          |
| zaszanować          | zaszporować            | сэкономить деньги |
| kapudrok            | zalůńik, kapudrok      | сюртук            |
| furgocz             | fliger                 | самолет           |
| szczyrkowa          | szczyrkówka            | гремучая змея     |
| po warszawsku       | po polsku              | по-польски        |
| prastarzik          | starzik, uopa          | прадед            |
| ćeżko               | ciynżko                | очень             |
| kole tego           | uo tym                 | об этом           |
| pokłoud             | gipsdeka               | потолок           |
| bejbik              | bajtel                 | младенец          |
| kara                | autok                  | автомобиль        |
| wjater              | wjater                 | воздух            |
| korn                | kukurzica              | кукуруза          |
| farmjyrz            | gospodorz              | фермер            |
| plumzy, piczesy     | fyrcichy               | персики           |
| garce               | buncloki, gorki, garce | горшки            |

## Письменность
В межвоенный период свой вариант силезского алфавита и орфографии предложил Ф. Штойер:
| A a | B b | C c | Ć ć | D d | E e |
| F f | G g | H h | I i | J j | K k |
| L l | Ł ł | M m | N n | Ń ń | O o |
| P p | R r | S s | Ś ś | T t | U u |
| Ů ů | W w | Y y | Z z | Ź ź | Ż ż |

Одной из наиболее распространённых систем записи силезского диалекта является так называемый фонетический алфавит, в котором используются графемы как чешского, так и польского алфавитов:
| A a | B b | C c | Ć ć | Č č | D d | E e | F f |
| G g | H h | I i | J j | K k | L l | M m | N n |
| Ń ń | O o | P p | R r | Ř ř | S s | Ś ś | Š š |
| T t | U u | Ů ů | W w | Y y | Z z | Ź ź | Ż ż |

В 2010 году сообществом Pro Loquela Silesiana для силезского этнолекта был разработан новый вариант орфографии и новый алфавит:
| A a | Ã ã | B b | C c | Ć ć | D d | E e |
| F f | G g | H h | I i | J j | K k | L l |
| Ł ł | M m | N n | Ń ń | O o | Ŏ ŏ | Ō ō |
| Ô ô | Õ õ | P p | R r | S s | Ś ś | T t |
| U u | W w | Y y | Z z | Ź ź | Ż ż |     |

## Лингвистическая характеристика
Происхождение от польского языка с точки зрения флексий, тематические корни части слов свидетельствуют о силезском как о польско-чешской пограничной языковой форме. Многочисленные германизмы в корнях слов (при сохранении польских окончаний) свидетельствуют о наносном, вторичном характере влияния немецкого языка на силезский. Не отмечено влияние немецкого на флексии, влияние на синтаксис — фрагментарно. В лингвистических работах чаще всего говорят о «силезских говорах» или «силезских диалектах».
Фонетические и лексические особенности силезского — показатель непосредственной его связи с польским при одновременном отсутствии черт чешского или любого другого славянского языка:
- общность g: силез./пол. noga, ср. чеш. noha;
- общность dz в отличие g, силез./пол. na nodze, чеш. na noze, рус. на ноге.
- твёрдые cz, sz, ż как в польском; эти согласные на севере Силезии подвергаются мазурению как во многих польских диалектах; в чешском данный процесс не наблюдается.
- общность ś, ź, ć, dź с общепольским языком: siano, zielóny, jeść, dziyń. Их произношение сильно отличается от чешского: seno, zelený, jíst, den а также от большинства славянских языков, в том числе от кашубского;
- общность перегласовки : силез./пол. las, miasto, siostra
- общность o в словах типа chop, g(ł)owa, w(ł)osy, krowa, wróna, drogi — ср. чеш. chlap, hlava, vlasy, kráva, vrána, drahý.
- отсутствие слоговых r и l: силез./пол. twardy ср. чеш. tvrdý; силез./пол. wilk ср. чеш. vlk.
- общность согласного ł, которое, произносится так же, как в польском : силез. łónka, chciała ср. чеш. louka, chtěla или словацкое. lúka, chcela.
- в силезском носовые гласные сохраняют некоторую общность с польскими, но для них характерно асинхронное произношение, то есть распадение на «чистый» гласный + n/m. Асинхронное произношение носовых — это не исключительно силезское явление, оно наблюдается и в польских диалектах, например в подгалянском говоре. Примеры: силез. dómb — пол. dąb (произносится как domp) — чеш./рус. dub; силез./подгальское rynka — пол. ręka — чеш./рус. ruka;
- общность некоторых слов со старопольскими лексемами, например brusić (= затачивать), przechadzka (= прогулка), wieczerza/wieczerzo (= ужин), jyno/yno (= только), żynich (= жених);
- склонение существительных и прилагательных за немногими исключениями схоже с польской парадигмой. o chop-ach чеш. o chlap-ech, o jynzykach, чеш. o jazyc-ích, s chopami/s chopóma чеш. s chlapy; nowo, lepszo droga do tyj staryj szkoły чеш. nová, lepší cesta do té staré školy,
- возможность образования формы будущего времени по польскому типу byda godała или byda godać. В чешском только форма budu mluvit является правильной, а форма (!) budu mluvila недопустима;
- смягчение согласных перед i. Например слово lipa произносится с мягким l' и по-силезски, и по-польски (за исключением варшавского типа произношения), а в чешском l твёрдое, что звучит для носителей силезского как lypa.
- в говорах южной Силезии встречаются формы wiesieli (= свадьба, ср. веселье), czyrwióny (=красный, ср. червонный), в которых сохранилась старопольское произношение, в общепольском они отвердели под чешским влиянием. Это, возможно, свидетельствует о том, что носители силезского осознавали свой говор частью польского, а не чешского языка.
- аналогично объясняется и, например, силезская форма славянского слова gańba (=стыд, стыдно), в то время как литературный польский язык заимствовал из чешского форму hańba.

## Лексика
В 2016 году вышло в свет второе издание «Верхнесилезского словаря», включившее 31 тысячу статей (из них 14,5 тысяч статей о словах в польско-силезском разделе и 16,5 тысяч — в силезско-польском разделе).